# Benzingia caudata
Benzingia caudata är en orkidéart som först beskrevs av James David Ackerman, och fick sitt nu gällande namn av Robert Louis Dressler. Benzingia caudata ingår i släktet Benzingia och familjen orkidéer. Inga underarter finns listade i Catalogue of Life.

## Bildgalleri

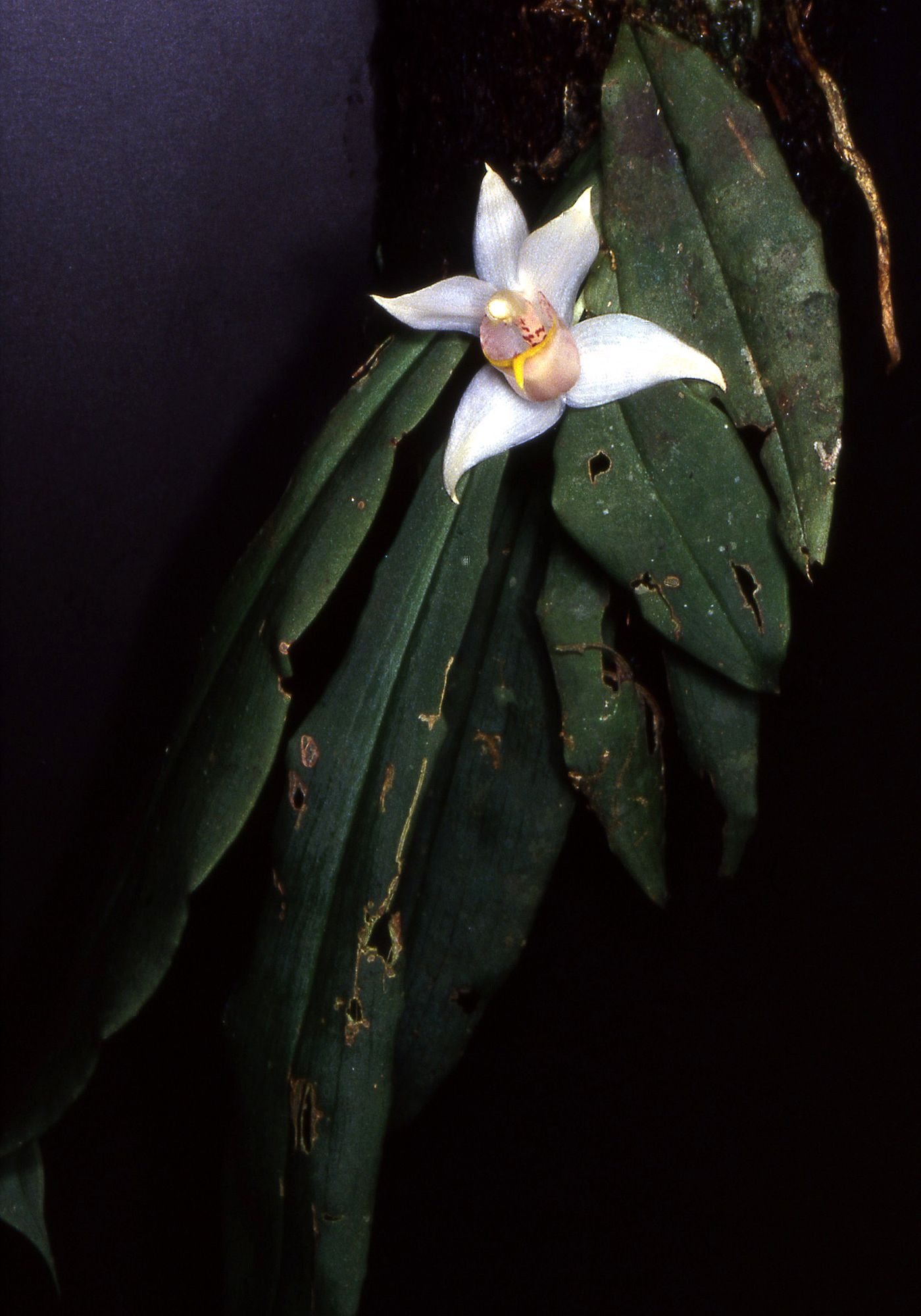
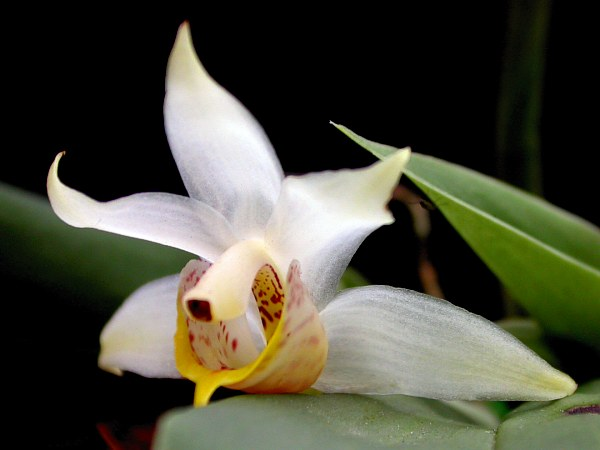
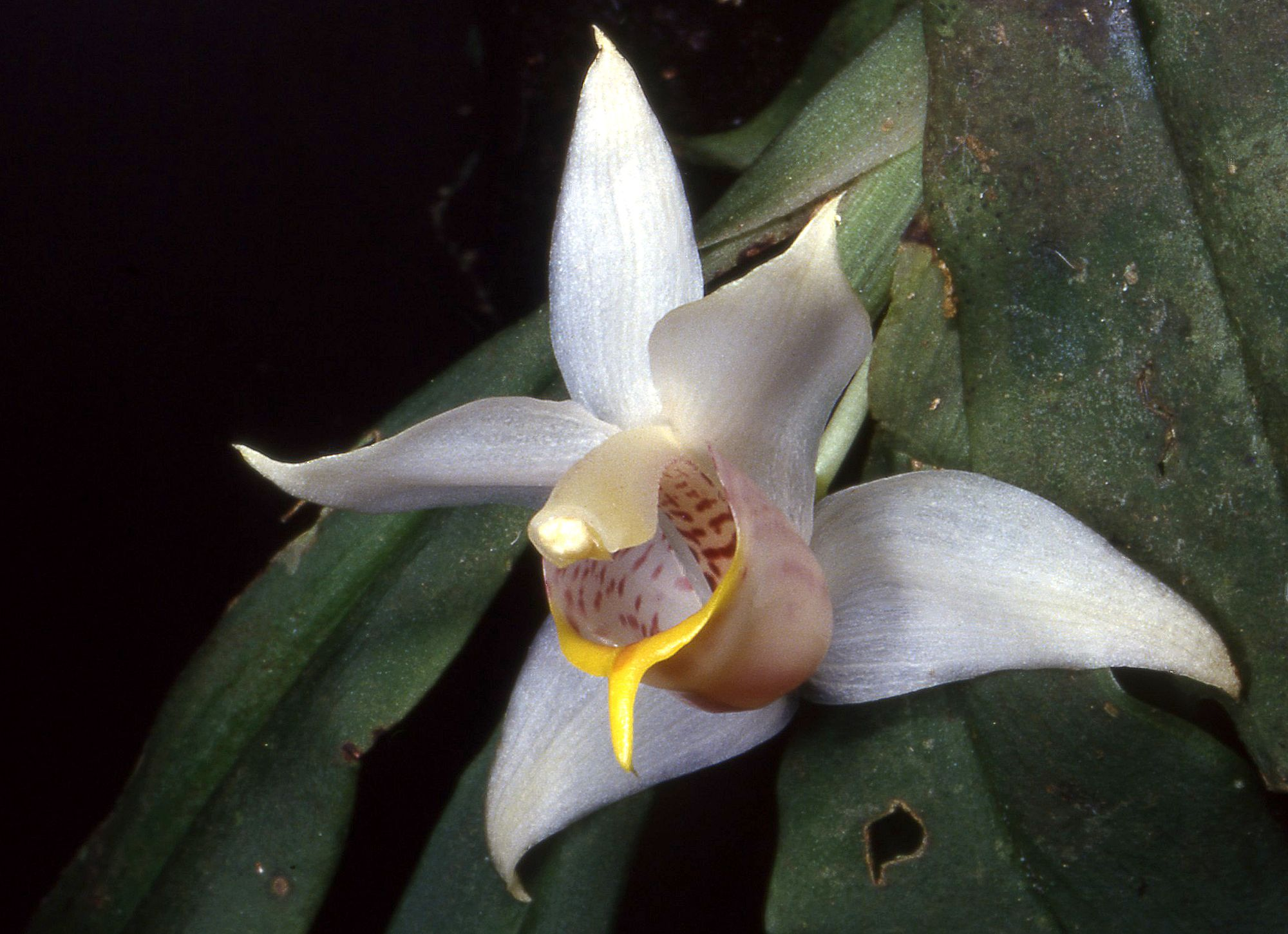
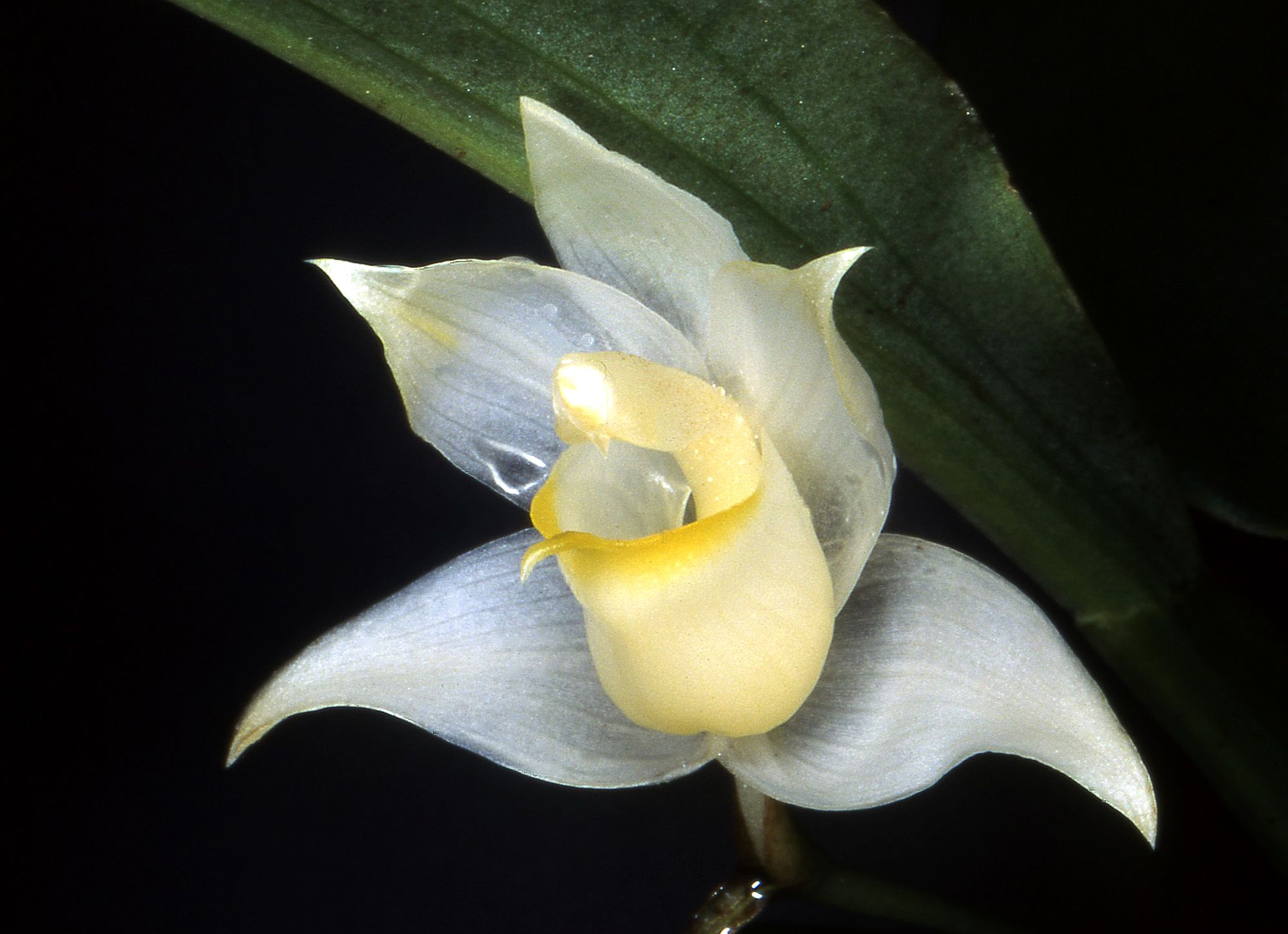
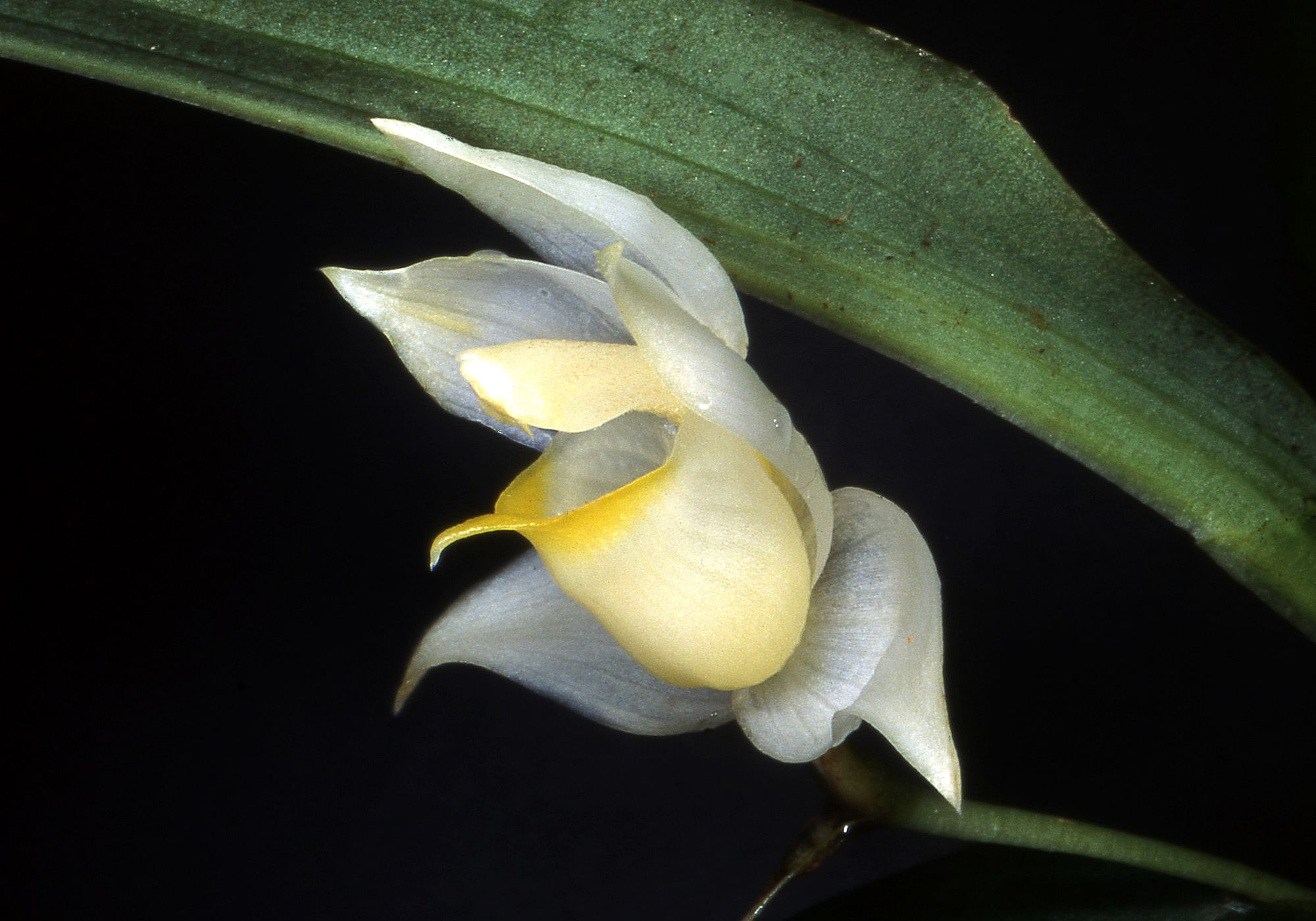
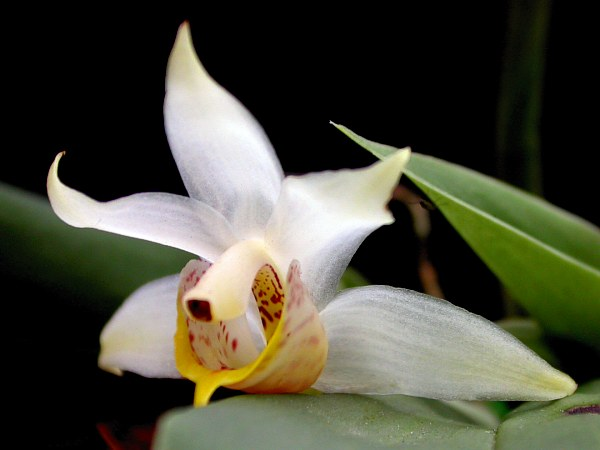